# Atriplex montevidensis
Atriplex montevidensis är en amarantväxtart som beskrevs av Spreng.. Atriplex montevidensis ingår i släktet fetmållor, och familjen amarantväxter. Inga underarter finns listade i Catalogue of Life.